# Cubelas (Ribadeo)
Cubelas (llamada oficialmente San Vicente de Covelas) es una parroquia española del municipio de Ribadeo, en la provincia de Lugo, Galicia.

## Otras denominaciones
La parroquia también es conocida por el nombre de San Vicente de Cubelas.

## Organización territorial
La parroquia está formada por catorce entidades de población, constando once de ellas en el nomenclátor del Instituto Nacional de Estadística español:

### Entidades de población
Entidades de población que forman parte de la parroquia:
- Anzas (As Anzas)
- Batais (Os Batais)
- Cabana (A Cabana)
- Capela (A Capela)
- Carboeiro (Os Carboeiros)
- Casa da Edra (A Casa de Edra)(A Casa de Hedra)
- Celeirós
- Esfolado (O Esfolado)
- Marelle
- Mondigo (O Mondigo)
- Ponte (A Ponte)
- Reme de Arriba
- Saa (Sa)
- Salcedo
- San Vicente
- Silveira (A Silveira)
- Somo
- Vilar (O Vilar)
- Vilela

### Despoblado
Despoblado que forma parte de la parroquia:
- Pousadoiro (O Pousadoiro)

## Demografía
| Gráfica de evolución demográfica de Cubelas entre 2000 y 2020 |
|                                                               |
| Datos según el nomenclátor publicado por el INE.              |